# Kōichi Tani
Kōichi Tani (谷 公一, Tani Kōichi, né le 28 janvier 1952) est un homme politique japonais élu à la Chambre des représentants de la Diète ; il est membre du Parti libéral-démocrate.
De 2022 à 2023, il est président de la Commission nationale de la sûreté publique, ministre chargé de la Résilience des infrastructures nationales et des Questions territoriales, ministre auprès du Premier ministre, chargé de la Prévention des catastrophes et de la Politique océanique.

## Biographie
Né à Muraoka, dans la préfecture de Hyōgo, il est ancien étudiant de l'Université Meiji. Il est élu pour la première fois en 2005.